# Bjørn Paulson
Bjørn Paulson (né le 21 juin 1923 à Bergen et mort le 14 janvier 2008 à Skien) est un athlète norvégien spécialiste du saut en hauteur. Il était licencié à l'IL Skjalg.

## Carrière

### Palmarès
| Date | Compétition           | Lieu    | Résultat | Performance |
| ---- | --------------------- | ------- | -------- | ----------- |
| 1948 | Jeux olympiques d'été | Londres | 2e       | 1,95 m      |

### Records
| Épreuve         | Performance | Lieu | Date |
| --------------- | ----------- | ---- | ---- |
| Saut en hauteur | 1,96 m      |      | 1948 |